# Ťin Jou-c’
Ťin Jou-c’ (čínsky pchin-jinem Jīn Yòuzī, znaky 金幼孜, 1366–1431) byl čínský politik říše Ming. Začátkem vlády císaře Jung-le byl roku 1402 jmenován velkým sekretářem, v úřadě zůstal do konce svého života.

## Jména
Vlastní jméno Ťin Jou-c’a bylo Ťin Šan (čínsky pchin-jinem Jīn Shàn, znaky 金善), Jou-c’ bylo jeho zdvořilostní jméno. Za své zásluhy obdržel posmrtné jméno Wen-ťing (čínsky pchin-jinem Wénjìng, znaky 文靖).

## Život
Ťin Jou-c’ pocházel z Ťiang-si. Nejvyšší stupeň úřednických zkoušek, palácové zkoušky, složil a hodnost ťin-š’ získal roku 1400. V září 1402 ho císař Jung-le jmenoval velkým sekretářem, zařadil se tak mezi nejbližší císařovy pomocníky. V úřadě setrval i za Jung-leho syna Chung-siho a vnuka Süan-teho. Zemřel roku 1431.
Vedle vysokého úředního postavení si získal uznání i svou básnickou tvorbou, v níž patřil k předním autorům poezie kabinetního stylu.